# Сатымшеген
Сатымшеген (каз. Сатымшеген) — село в Теректинском районе Западно-Казахстанской области Казахстана. Входит в состав Анкатинского сельского округа. Код КАТО — 276239600.

## Население
В 1999 году население села составляло 242 человека (122 мужчины и 120 женщин). По данным переписи 2009 года, в селе проживало 158 человек (90 мужчин и 68 женщин).